# 오르게스 셰히
오르게스 셰히(알바니아어: Orges Shehi, 1977년 9월 25일 ~ )는 알바니아의 축구 선수, 감독으로 현역 시절 포지션은 골키퍼이다.

## 수상
테우타 두러스
- 알바니아 컵 (1): 1999-00

베사 카바여
- 알바니아 컵 (1): 2009-10

스컨데르베우 코르처
- 알바니아 수페르리가 (6): 2010-11, 2011-12, 2012-13, 2013-14, 2014-15, 2015-16
- 알바니아 슈퍼컵 (2): 2013, 2014